# Джибладзе, Сильвестр Виссарионович
Сильвестр Виссарионович Джибладзе (груз. სილიბისტრო ბესარიონის ძე ჯიბლაძე, 1859 — 17 февраля 1922) — грузинский политический деятель, социал-демократ, после советизации Грузии (1921) один из руководителей тифлисского антисоветского подполья.

## Биография

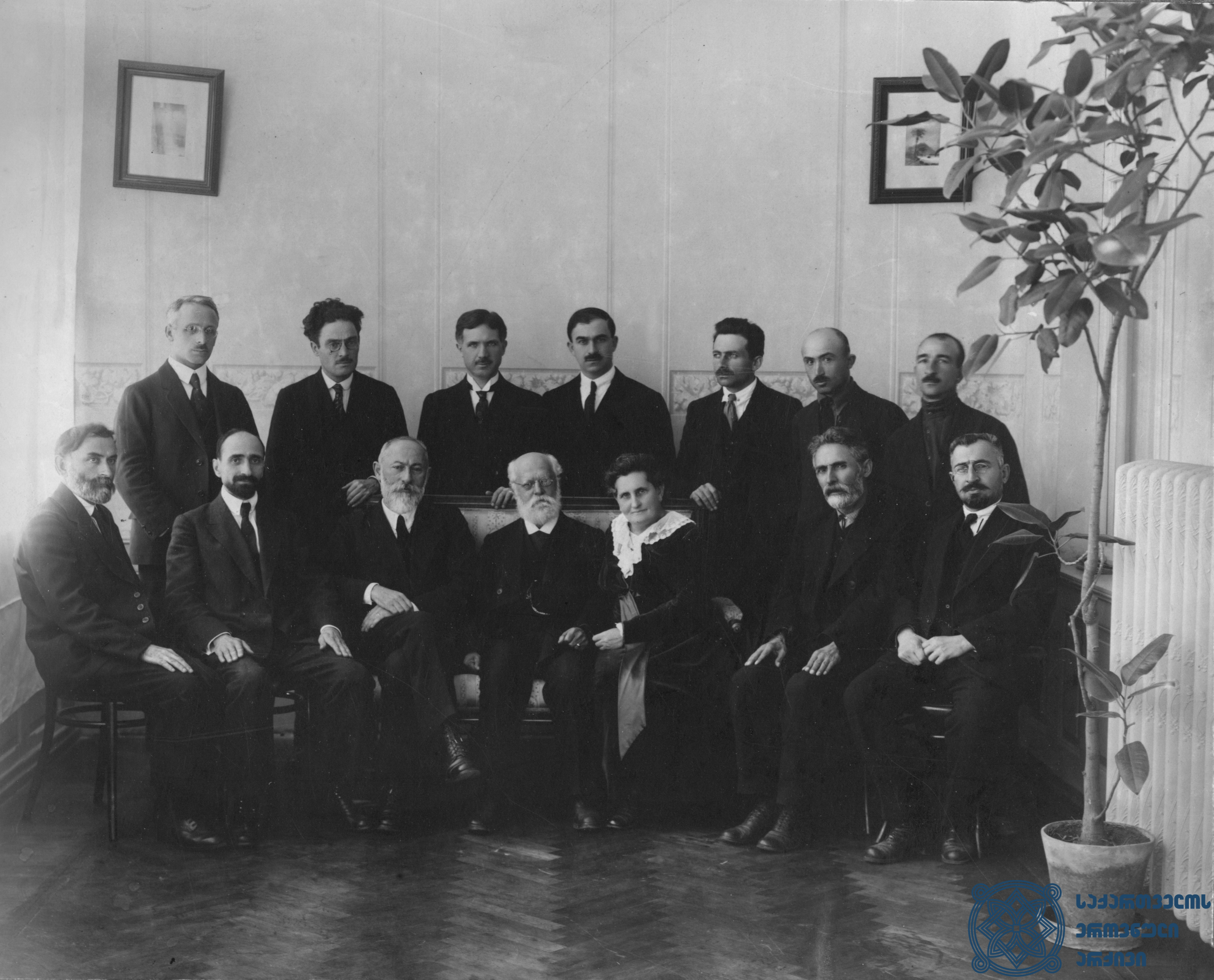
Карл Каутский с грузинскими социал-демократами, Тифлис, 1920.
1-й ряд, слева-направо: С. Девдариани, Н. Рамишвили, Н. Жордания, К. Каутский и его жена Луиза, С. Джибладзе, Р. Арсенидзе;
2-й ряд, слева-направо: секретарь Каутского Пауль Ольберг, В. Тевзая, К. Гварджаладзе, К. Сабахтарашвили, С. Тевзадзе, А. Урушадзе, Г. Цинцабадзе

Сильвестр Джибладзе родился в 1859 году в семье священника. В 1872 году в поступил в Озургетскую семинарию. Когда Ингороква был отстранён от занятий за слишком либеральный курс, Джибладзе также прекратил учёбу в знак солидарности и вернулся к ней только по просьбе Ингороквы.
После окончания семинарии (1879) учился в духовной семинарии в Тифлисе, считался хорошим учеником, но вскоре начал читать запрещённую литературу. В 1885 году, когда он был на шестом курсе, при обыске в его комнате такая литература была обнаружена, и по решению ректора семинарии Чудецкого Джибладзе был исключён. Из-за этого решения у Джибладзе произошла драка с Чудецким, за что он был осуждён и отправлен на два года в дисциплинарный батальон в Харькове, затем срок был продлён ещё на два года.
В 1889 году Джибладзе был уволен с военной службы и вернулся в Тифлис. Лечился в Абастумани, а затем начал работать в «Комитете сапилоксов» по борьбе с филлоксерами, курировавшем лечение от наркомании, часто выезжал в провинцию.
В комитете Джибладзе ознакомился с основами марксизма.
С 1897 года жил в Тифлисе, работал начальником материального склада Кавказского сельскохозяйственного общества, активно участвовал в создании социал-демократических рабочих кружков в железнодорожных мастерских и на заводах. С 1898 года был председателем социал-демократического комитета города.
В 1900 году отправился в Санкт-Петербург чтобы установить связи с местными революционерами. 22 марта 1901 года переехал в Гори, где участвовал в создании подпольных организаций среди ремесленников.
В августе того же года переехал из Гори в Гурию. В 1902 году при начале крестьянских волнений в Гурии, позже превратившихся в Гурийскую республику, занял реалистическую позицию, допуская возможность участия крестьянства в социал-демократическом движении, оппонировал ортодоксальной позиции Карло Чхеидзе, вместе с Ноем Жордания и Григорием Уратадзе участвовал в достижении компромисса с ортодоксами. В результате компромисса был создан Комитет сельских рабочих, руководивший начальным этапом крестьянского движения в Гурии. В 1903 году был избран членом Комитета РСДРП по Кавказу. В том же году он был арестован и находился в заключении в тюрьмах Кутаиси и Поти, был приговорён к 5 годам Ссылки в Сибирь, откуда он вернулся по амнистии весной 1905 года. После раскола в РСДРП стал лидером меньшевиков, активно участвовал в революционных выступлениях 1905 года. После поражения революции устраивал террористические акты в отношении участников карательных операций против повстанцев. Сотрудничал в газетах: «Луч», «Гантиади», «Эльва».
3-9 января 1909 года участвовал в Парижской конференции РСДРП. Работал нелегально в Санкт-Петербурге, состоял членом городского комитета РСДРП.
В 1913 году ненадолго приезжал в Тифлис и Баку. После истечения срока действия 1914 года он вернулся в Грузию и работал в партийных организациях Тифлиса и Чиатура. В августе 1914 года участвовал в Боржомской конференции социал-демократов. 28 августа 1915 года его снова арестовали, но из-за тяжелой болезни выпустили из тюрьмы под надзор полиции.
После Февральской революции 1917 года был членом Исполнительного комитета Совета рабочих и солдат Тифлиса. С ноября 1917 года был избран членом Национального совета Грузии, с февраля 1918 года — член Закавказского собрания.
26 мая 1918 года подписал Декларацию независимости Грузии. Стал членом парламента Грузии. В феврале 1919 года он был избран членом городского совета[уточнить] Тифлиса, в марте 1919 года — в Учредительное собрание Грузии. 12 марта, как старейшина собрания, открыл учредительное собрание. Был членом избирательной, военной и рекомендательной комиссий.
После советизации Грузии в 1921 году остался в стране и был вовлечён в движение сопротивления. 10 апреля 1921 года председательствовал на конференции ССД, которая приняла резолюцию из 7 пунктов и предложила правительству Социалистической Советской Республики Грузия провести референдум. Из-за отказа компромиссов со стороны большевистского режима Джибладзе начал создавать единый фронт оппозиции. 13 июля 1921 года он был арестован. Осенью 1921 года был освобождён из тюрьмы по болезни, но вернулся к антисоветской деятельности, а с 17 октября перешёл на нелегальное положение.
17 февраля 1922 года умер на конспиративной квартире от сердечной недостаточности.
Тайно похоронен на русском кладбище в Вере.